# Серж Гнабрі
Серж Даві́д Гна́брі (нім. Serge David Gnabry, нар. 14 липня 1995, Штутгарт) — німецький футболіст, правий вінгер мюнхенської «Баварії» та збірної Німеччини.

## Клубна кар'єра
Народився 14 липня 1995 року в місті Штутгарт в родині івуарійського футболіста Жана-Германна Гнабрі і німкені. У дитинстві Гнабрі вибирав між кар'єрою футболіста і бігуна.. Почав займатись футболом в академіях невеликих німецьких клубів «Вайссах», «Дітцінген», «Геммінген» «СпортРг Фаєрбах» та «Штутгартер Кікерс».

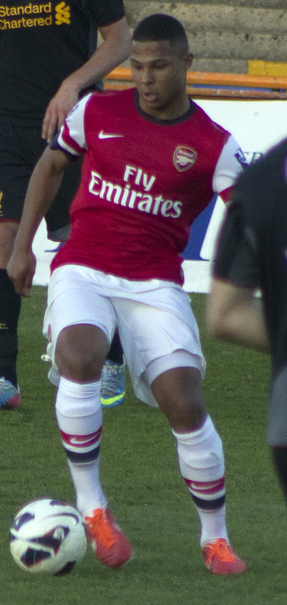
Серж Гнабрі під час виступів за «Арсенал U-21». 2 травня 2012 року.

У віці 10 років потрапив до академії «Штутгарта», де і продовжив навчання. У 2010 році було оголошено про його перехід в лондонський «Арсенал» за £100,000, але до своєї нової команди він зміг приєднатися лише в 2011 році.
Сезон 2011/12 Серж починав в юнацькій команді «Арсеналу», а ближче до кінця був переведений в резервний склад, за який він забив два голи у шести зустрічах.
У сезоні 2012/13 Серж провів свої перші матчі за головну команду «канонірів». Його дебют за клуб відбувся 26 вересня 2012 року в матчі з «Ковентрі Сіті» на Кубок Футбольної ліги. 20 жовтня відбувся його дебют у Прем'єр-лізі у матчі проти «Норвіч Сіті». Чотири дні потому Серж дебютував у Лізі чемпіонів у матчі проти «Шальке 04».
На початку сезону 2013/14 у зв'язку з травмами гравців першої команди Гнабрі почав частіше потрапляти до складу. 28 вересня 2013 року Серж забив свій перший гол у Прем'єр-лізі. Нагородою за впевнену гру для нього став новий довгостроковий контракт, який Серж підписав 28 жовтня. За підсумками того сезону «гармаші» стали володарями кубка і суперкубка Англії, проте Гнабрі у вирішальних матчах участі не брав.
Гнабрі пропустив більшу частину сезону 2014/15 років через травму, яку він отримав в матчі Ліги чемпіонів у минулому сезоні. Через що за основну команду, яка знову виграла національний кубок і суперкубок, не провів жодного матчу, граючи лише в «молодіжці», де провів вісім матчів і забив три голи.

### Оренда у «Вест-Бромвіч»
7 серпня 2015 року на правах оренди до кінця сезону був відданий в «Вест-Бромвіч Альбіон». 23 серпня 2015 року дебютував за нову команду в матчі Прем'єр-ліги проти «Челсі» (2:3), замінивши на 78 хвилині Каллума Макманамана. Проте основним гравцем «дроздів» німець так і не став.

### «Вердер»
У 2016/17 роках грав за бременський «Вердер», забив 11 голів (в тому числі у ворота «РБ Лейпцига», «Боруссії» Менхенгладбах та «Гоффенгайму») та віддав 2 гольові передачі у Бундеслізі при 27 матчах.

### «Баварія»
11 червня 2017 року підписав 3-річний контракт з мюнхенською «Баварією».
|  | Для мене велика честь стати гравцем "Баварії". Попереду мене чекає захоплюючий час. Я в передчутті! |

### Оренда у «Гоффенгайм»
Сезон 2017/18 провів у складі «Гоффенгайму», за який зіграв 22 матчі в Бундеслізі (10 голів та 7 асистів), 2 у кваліфікаційних раундах Ліги чемпіонів, 1 на груповому етапі Ліги Європи та 1 у кубку Німеччини.

### Повернення до Мюнхену
З сезону 2018/19 закріпився в основному складі «Баварії»: провів 30 матчів у складі основної команди в Бундеслізі, в яких забив 10 голів та зробив 7 асистів, у кубку Німеччини відмітився 3 забитими м'ячами у 5 матчах (2 проти «Герти» та 1 проти «Гайденгайму»), а в Лізі чемпіонів зробив 2 гольових паси у 7 матчах.

## Виступи за збірні
2010 року дебютував у складі юнацької збірної Німеччини, взяв участь у 25 іграх на юнацькому рівні, відзначившись 10 забитими голами.
2015 року залучався до складу молодіжної збірної Німеччини, разом з якою став півфіналістом молодіжного Євро-2015 у Чехії. Всього на молодіжному рівні зіграв у 10 офіційних матчах, забив 2 голи.
Брав участь у літніх Олімпійських іграх 2016, в яких забив за олімпійську збірну 6 голів у 6 матчах, проте поступився бразильцям у фіналі (1:1, по пен. 5:4).
За національну збірну дебютував 12 листопада 2016 у матчі проти команди Сан-Марино (8:0), в якому став першим за 40 років німецьким футболістом, що оформив хет-трик у першому матчі за збірну.

## Статистика виступів

### Статистика клубних виступів
| Сезон                            | Команда                          | Чемпіонат                        | Чемпіонат | Чемпіонат | Національний кубок | Національний кубок | Національний кубок | Континентальні кубки | Континентальні кубки | Континентальні кубки | Інші змагання | Інші змагання | Інші змагання | Усього | Усього |
| Сезон                            | Команда                          | Ліга                             | Ігор      | Голів     | Ліга               | Ігор               | Голів              | Ліга                 | Ігор                 | Голів                | Ліга          | Ігор          | Голів         | Ігор   | Голів  |
| -------------------------------- | -------------------------------- | -------------------------------- | --------- | --------- | ------------------ | ------------------ | ------------------ | -------------------- | -------------------- | -------------------- | ------------- | ------------- | ------------- | ------ | ------ |
| 2012-13                          | «Арсенал»                        | ПЛ                               | 1         | 0         | КА+КЛ              | 0+2                | 0+0                | ЛЧ                   | 1                    | 0                    | —             | —             | —             | 4      | 0      |
| 2013-14                          | «Арсенал»                        | ПЛ                               | 9         | 1         | КА+КЛ              | 2+1                | 0+0                | ЛЧ                   | 1                    | 0                    | —             | —             | —             | 13     | 1      |
| 2014-15                          | «Арсенал»                        | ПЛ                               | 0         | 0         | КА+КЛ              | 0+0                | 0+0                | ЛЧ                   | 0                    | 0                    | СА            | 0             | 0             | 0      | 0      |
| Усього за «Арсенал»              | Усього за «Арсенал»              | Усього за «Арсенал»              | 10        | 1         |                    | 5                  | 0                  |                      | 2                    | 0                    |               |               |               | 17     | 1      |
| 2015-16                          | «Вест-Бромвіч Альбіон»           | ПЛ                               | 1         | 0         | КА+КЛ              | 0+2                | 0+0                | —                    | —                    | —                    | —             | —             | —             | 3      | 0      |
| Усього за «Вест-Бромвіч Альбіон» | Усього за «Вест-Бромвіч Альбіон» | Усього за «Вест-Бромвіч Альбіон» | 1         | 0         |                    | 2                  | 0                  |                      |                      |                      |               |               |               | 3      | 0      |
| 2016-17                          | «Вердер»                         | БЛ                               | 27        | 11        | КН                 | 0                  | 0                  | —                    | —                    | —                    | —             | —             | —             | 27     | 11     |
| Усього за «Вердер»               | Усього за «Вердер»               | Усього за «Вердер»               | 27        | 11        |                    | 0                  | 0                  |                      |                      |                      |               |               |               | 27     | 11     |
| 2017-18                          | «Гоффенгайм 1899»                | БЛ                               | 22        | 10        | КН                 | 1                  | 0                  | ЛЧ+ЛЄ                | 2+1                  | 0+0                  | —             | —             | —             | 26     | 10     |
| Усього за «Гоффенгайм 1899»      | Усього за «Гоффенгайм 1899»      | Усього за «Гоффенгайм 1899»      | 22        | 10        |                    | 1                  | 0                  |                      | 3                    | 0                    |               |               |               | 26     | 10     |
| 2017-18                          | «Гоффенгайм 1899» ІІ             | РЛ                               | 1         | 0         | —                  | —                  | —                  | —                    | —                    | —                    | —             | —             | —             | 1      | 0      |
| Усього за «Гоффенгайм 1899» ІІ   | Усього за «Гоффенгайм 1899» ІІ   | Усього за «Гоффенгайм 1899» ІІ   | 1         | 0         |                    |                    |                    |                      |                      |                      |               |               |               | 1      | 0      |
| 2018-19                          | «Баварія»                        | БЛ                               | 30        | 10        | КН                 | 5                  | 3                  | ЛЧ                   | 7                    | 0                    | СН            | 0             | 0             | 42     | 13     |
| Усього за «Баварію»              | Усього за «Баварію»              | Усього за «Баварію»              | 22        | 10        |                    | 1                  | 0                  |                      | 3                    | 0                    |               |               |               | 42     | 13     |
| Усього за кар'єру                | Усього за кар'єру                | Усього за кар'єру                | 91        | 32        |                    | 13                 | 3                  |                      | 12                   | 0                    |               |               |               | 116    | 35     |

## Титули і досягнення
- Володар Кубка Англії (2):

«Арсенал»: 2013-14, 2014-15
- Володар Суперкубка Англії (2):

«Арсенал»: 2014, 2015
- Володар Суперкубка Німеччини (5):

«Баварія»: 2018, 2020, 2021, 2022, 2025
- Чемпіон Німеччини (6):

«Баварія»: 2018-19, 2019-20, 2020-21, 2021-22, 2022-23, 2024-25
- Володар Кубка Німеччини (2):

«Баварія»: 2018-19, 2019-20
- Переможець Ліги чемпіонів УЄФА (1):

«Баварія»: 2019-20
- Переможець Суперкубка УЄФА (1):

«Баварія»: 2020
- Переможець Клубного чемпіонату світу (1):

«Баварія»: 2020
Збірні
- Срібний призер Олімпійських ігор (1):

Олімпійська збірна Німеччини з футболу: 2016
- Чемпіон Європи (U-21): 2017